# Anton Colarič
Anton Colarič, slovenski politik, * 24. avgust 1954, Ljubljana.
Bil je poslanec 5. državnega zbora Republike Slovenije (2008-11).

## Življenjepis

### Državni zbor
2008-2011
V času 5. državnega zbora Republike Slovenije, član Socialnih demokratov, je bil član naslednjih delovnih teles:
- Odbor za gospodarstvo (član)
- Odbor za zadeve Evropske unije (član)
- Odbor za notranjo politiko, javno upravo in pravosodje (podpredsednik)
- Odbor za zdravstvo (član)

Na državnozborskih volitvah leta 2011 je kandidiral na listi SD.